# Захоженко Дмитро Олегович
Захоже́нко Дмитро́ Оле́гович (нар. 24 червня 1987, Херсон) — український театральний режисер.

## Життєпис
Народився у Херсоні, у 2005-2010 роках навчався за спеціальністю «Комп'ютерні науки» у Києво-Могилянській Академії. Під час навчання був одним з організаторів і учасників театральної студії «Театр у Кімнаті» під керівництвом Анатолія Черкова.
Восени 2010 року побачив у Києві виставу Еймунтаса Някрошюса «Ідіот», яка вплинула на подальший вибір професії. Три роки працював розробником ігор, але у 2013 році розпочав навчання за спеціальністю «Режисура драматичного театру» у Київському національному університеті театру, кіно і телебачення імені І. К. Карпенка-Карого.
2015 року заснував освітній театральний проєкт «Європейські студії», який спершу функціонував у Київській академічній майстерні театрального мистецтва «Сузір’я», а пізніше — у Новому драматичному театрі на Печерську. Був студентом X Міжнародного фестивалю-школи «Територія», а також «Майстерні індивідуальної режисури» Бориса Юхананова — обидві у Москві.
З 2018 року працює у театрах Києва та Львова, його вистави йдуть на сценах Київського академічного театру на Подолі, Київського академічного театру оперети, Дикого Театру, львівського Театру Лесі та інших.
Спектакль для київського Театру на Печерську «Світ у горіховій шкаралупі» за однойменною книгою Стівена Гокінґа було визнано «Найкращою пошуково-експериментальною виставою» на II Всеукраїнському театральному фестивалі-премії «ГРА» 2019 року.
Від серпня 2019 року є головним режисером Театру Лесі Українки у Львові. У 2020 році став одним з режисерів серії перформативних читань «Книжка на сцені», де поставив «Оперету» Вітольда Ґомбровича та «Ковзанку» Лаури Сінтії Черняускайте. Вистава «Imperium delenda est / «Імперія має впасти» була представлена на Авіньйонському фестивалі 2022 року, після чого проїхала турне Францією, була зіграна на фестивалях в Німеччині, Польщі та Румунії.

## Режисерські роботи
Київський академічний театр на Печерську
- 2016, 5 лютого — «У саме серце» за творами Луїджі Піранделло[15][16]
- 2017, 22 березня — «Легені» за однойменною п'єсою[en] Дункана МакМілана[en][17][18]
- 2018, 17 березня — «Світ у горіховій шкаралупі» за книгою Стівена Гокінґа[19][20][21][22][23]
- 2020, 14 грудня — «Привід в обладунку» Лєни Лягушонкової за мангою Масамуне Сіро

Різні театри
- 2018, 7 жовтня — «Патріс» Дмитра Богославського, Віктора Красовського, Сергія Анцелевича, Театр «Актор» (Київ)[24][25][26][27][28]
- 2019, 5 січня — «Пан Лампа» за п'єсою Маліни Пшеслюги, Театр на Подолі (Київ)[29][30]
- 2019, 17 травня — «#На краю світу» за п'єсою Ігоря Бауершима, Київський національний академічний театр оперети[31]
- 2019, 31 жовтня — «Річ-річ» Лєни Лягушонкової за мотивами п'єси «Річард ІІ» Вільяма Шекспіра, «Дикий Театр» (Київ)[32][33]

Львівський академічний драматичний театр імені Лесі Українки
- 2020, 28 лютого — «Філоктет. Античний рейв» за п'єсами Софокла та Гайнера Мюллера[34][35]
- 2020, 6 березня — «Дами чекають» Сибілли Берґ
- 2020, 15 серпня — «Сни літньої ночі» Оксани Данчук із використанням уривків п’єси «Сон літньої ночі» Вільяма Шекспіра, поеми «Метаморфози» Овідія, 38-го сонету[en] Вільяма Шекспіра[36]
- 2021 — «TOP GIRLS» Керил Черчил
- 2021, 8 вересня — «146 зірок, видимих неозброєним оком» постдокументальний мюзикл Оксани Данчук[37][38]
- 2022, 22 червня — «Imperium delendum est» музичний перформанс на вірші Катерини Калитко, Галини Крук, Мар’яна Пирожка